# Seredyna
Seredyna (ukr. Середина) – wieś na Ukrainie, w rejonie jaworowskim obwodu lwowskiego.

## Historia
Dawniej grupa domów wsi Niemirów w powiecie rawskim.